# Energía (cohete)

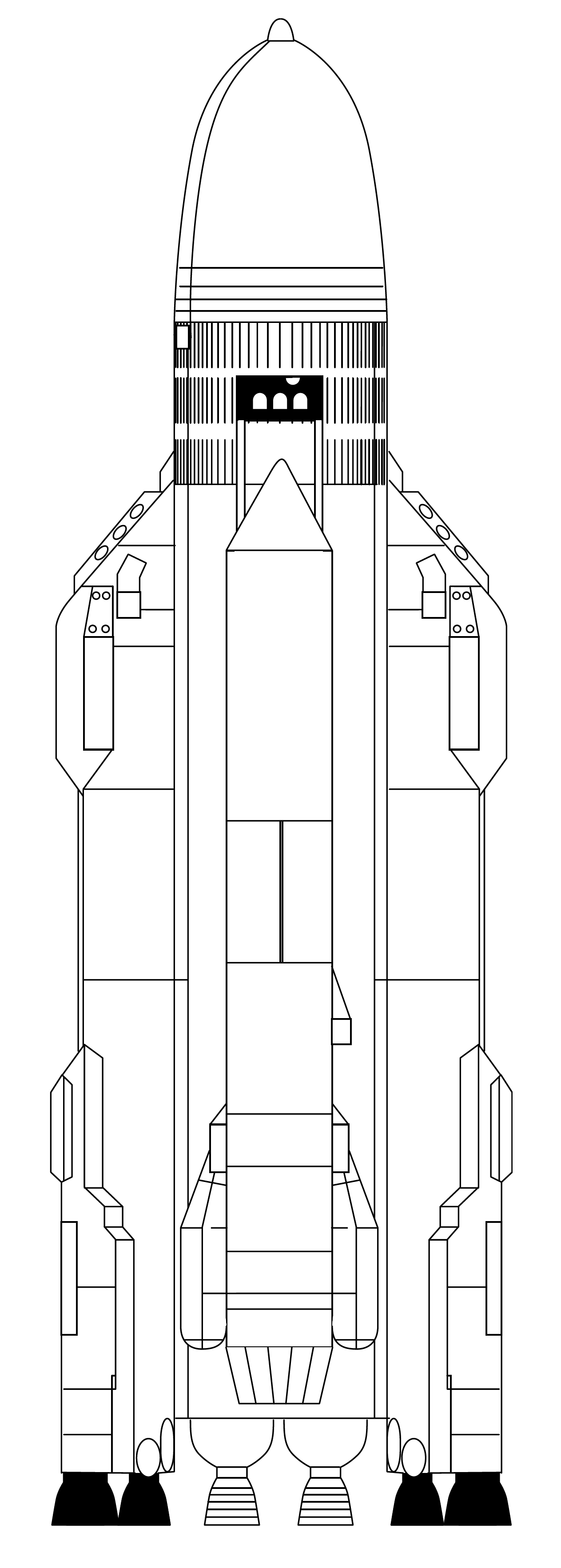
Cohete Energía usado para el lanzamiento de la estación Polyus en 1987.

El cohete Energía o Energuía (en ruso: Энергия,  romanizado como Energuiya y académicamente transliterado como Energija, palabra que significa "Energía") fue el lanzador soviético más poderoso y último logro tecnológico de la URSS en la carrera espacial. Tenía la capacidad de poner alrededor de 100 toneladas métricas en órbita baja terrestre y otras cargas de menor peso en órbitas más altas, es el cohete de carga más potente jamás construido.
La principal misión del cohete consistía en poner en órbita el transbordador Burán, construir la Estación Espacial MIR 2, que sería el reemplazo de la Estación Espacial MIR, y transportar los primeros módulos, para el proyecto de construcción de una Estación Espacial en la órbita de la Luna, permitió el primer vuelo del Transbordador Buran un año después de haber sido anunciado al mundo, en noviembre de 1988.
Fue diseñado como un lanzador potente y de bajo costo, tanto es así, que costaba poco más que uno de los 3 motores principales del transbordador estadounidense. 
Los vuelos del Energía fueron suspendidos y los satélites de gran tamaño, así como las piezas de la nueva Estación Espacial Internacional son puestas en órbita por los cohetes Protón y la lanzadera espacial estadounidense hasta que esta dejó de estar en servicio en el año 2011.
La empresa RSC Energía propuso revivir al cohete para usarlo en misiones como: Recuperar la capa de ozono de la Tierra, trasladar los desechos radioactivos de las centrales nucleares más allá del sistema solar, explotación de los recursos lunares y eliminación de la basura espacial, existente en las órbitas bajas terrestres, entre otras.

## Historia
El trabajo del proyecto Energía/Buran comenzó en 1976, después de que fuera tomada la decisión de cancelar el fracasado cohete N1. Las instalaciones e infraestructura del N1, fueron utilizadas para el programa de construcción del cohete Energía, de manera similar a como NASA reutilizó las infraestructuras diseñadas para el Saturno V en el programa del transbordador estadounidense. En la construcción del Energía, se empleó el concepto del cohete «Vulkan», el cual fue un diseño basado en el cohete Protón, pero mucho más grande y de mayor alcance, usando los mismos combustibles tóxicos hipergólicos. La designación de «Vulkan» fue posteriormente dada a una variación del Energía que tiene ocho aumentadores de presión y etapas múltiples.
Finalmente, se realizaron dos lanzamientos del cohete con éxito, el primero el 15 de mayo de 1987, con la estación militar Polyus y un segundo el 15 de noviembre de 1988, transportando el transbordador Buran.
Tres variantes importantes fueron planeadas después de la configuración original, cada uno con cargas útiles sumamente diversas. El Energía M fue la configuración más pequeña del diseño. El número de los cohetes Zenit fue reducido de cuatro a dos, y en vez de cuatro motores RD-0120 en la base del cohete principal, tenía solamente uno, que se desprendía después de funcionar y sería recuperable. Fue diseñado para sustituir al Protón, pero perdió la competición en 1993 contra el cohete Angara. 
El Energía-2 fue diseñado para ser totalmente reutilizable. En este, el acelerador principal sería capaz de volver a entrar a la Tierra en un vuelo controlado y deslizarse hasta aterrizar, con unas alas desplegables y un pequeño tren de aterrizaje que se desplegaba bajo el cohete, para ser reutilizado nuevamente, usando probablemente tecnología desarrollada para el Transbordador Buran, que podía aterrizar en forma automática sin pilotos. 
La configuración final fue la más grande. Con ocho cohetes Zenit aceleradores y un acelerador principal Energía-M para la etapa superior, con 4 potentes motores, el Vulkan (que era el mismo nombre de otro cohete pesado soviético de elevación que fue cancelado años antes) o la configuración de «Hércules» (que es el mismo nombre dado a los cohetes N-1) habría podido lanzar unas impresionantes 175 toneladas en órbita.
La producción de los cohetes Energía terminó con la caída de la Unión Soviética y el final del proyecto del Transbordador Buran. Desde entonces, ha habido rumores persistentes sobre una posible continuación en la producción, con la construcción de nuevos cohetes para iniciar un programa de exploración a la Luna y el planeta Marte, pero dadas las realidades políticas actuales, no es muy probable. Mientras que el Energía ya no está en producción, los cohetes Zenit y Protón todavía están en producción y funcionando.

## Proyecto Energía 2 («Uragan»)
El cohete Energía 2, llamado Uragan (en ruso: Ураган, "Huracán"), era un cohete diseñado con alas desplegables para ser completamente reutilizable y capaz de regresar a tierra, volando después de su lanzamiento como un avión espacial no tripulado, desde la órbita baja de regreso a una pista de aterrizaje convencional. 

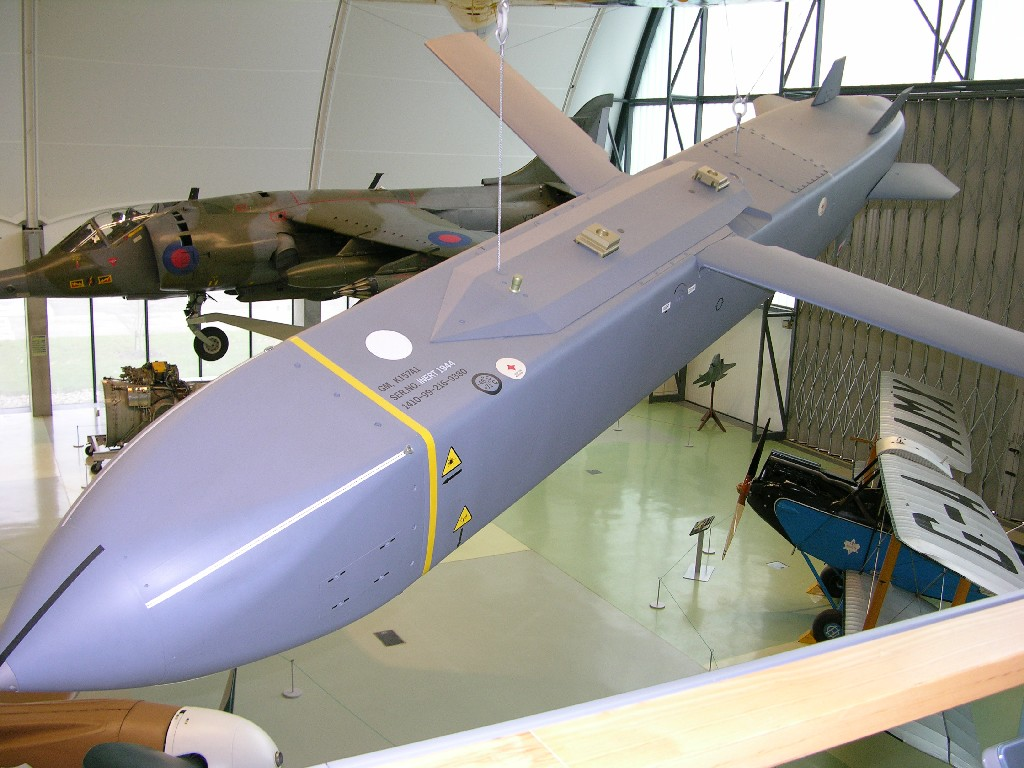
Misil MBDA Storm Shadow con las aletas extendidas en forma similar al cohete Uragan.

Este diseño original y único en su tipo, que estaba adelantado a su época y parecía salido de una película de ciencia ficción, representaba una ventaja decisiva contra su competidor estadounidense, porque a diferencia de otros diseños de cohetes existentes, todos los elementos del lanzador son recuperables después de su viaje al espacio, tanto el cuerpo principal del cohete como los propulsores auxiliares conectados a los costados, que disponen de elementos aerodinámicos desplegables para su vuelo controlado, instalados sobre el carenado del cohete, como una bomba de guía GPS Paveway, el misil crucero occidental BGM-109 Tomahawk, el misil naval AGM-158 JASSM, el misil inglés MBDA Storm Shadow y el misil alemán Taurus KEPD 350.
En el momento del lanzamiento vertical del cohete, las alas plegables permanecen retraídas y ocultas, dentro del carenado para mantener el diseño tubular del cohete y evitar la resistencia del aire, y después de algunos minutos, volando en la atmósfera baja, al desconectarse del cohete principal después de consumir su combustible, extienden las alas principales para iniciar el vuelo de retorno en forma controlada junto a dos pequeños timones verticales traseros, que les permitirían regresar a la base de lanzamiento planeando en vuelo automático y aterrizando, con un pequeño tren de aterrizaje instalado bajo el fuselaje central del cohete, que se extiende justo antes del aterrizaje y desplegando paracaídas de frenado, como un avión de combate no tripulado. 
Estos propulsores, al contrario de lo que es habitual, emplean propelente líquido y podrían ser soltados, al terminar el impulso total del cohete y consumir su combustible, como una fase más del cohete, para ser recuperados en paracaídas como una sonda espacial, los cohetes laterales se podrían desconectar del cohete principal y regresar a la base de lanzamiento, volando como pequeños transbordadores espaciales no tripulados en un vuelo totalmente automático.
El cohete principal también podría regresar a la base de lanzamiento después de entregar la carga útil en la órbita, estaría diseñado desde su inicio con alas en forma de ala delta y un pequeño timón vertical de cola, con los cohetes auxiliares montados a sus costados y sobre las alas.
La carga sería transportada dentro de la punta del cohete, en una cofia especial que se abre para entregar la carga útil en el espacio. Con dos grandes compuertas, no sería una cofia desechable como en los cohetes convencionales, ya que luego las compuertas se podrían cerrar para permitir el retorno a tierra, con la ayuda de pequeños impulsores a los costados del cohete y preparar el ingreso atmosférico desde una órbita más alta, aterrizar como un transbordador espacial y ser totalmente reutilizable.

## Proyecto Energía M
Versión diseñada en los años 1980 para poner en órbita cargas de 20 a 30 toneladas y que nunca llegó a volar. Habría utilizado dos cohetes de aceleración en lugar de cuatro, en forma parecida al lanzador occidental, y el cohete principal habría tenido un diámetro más reducido, utilizando un único motor RD-0120, que sería reutilizable varias veces, al desconectarse del tanque de combustible principal del cohete, como una fase más del cohete y caer a tierra con un gran paracaídas desplegado, como la sonda espacial VBK-Raduga, los dos cohetes de aceleración también regresarían volando a la base en tierra, con alas desplegables como un avión espacial no tripulado. 
En los años 1990 se propuso utilizar los excedentes del proyecto Energía, para comercializar en el mercado de lanzamiento de satélites el cohete Energía M, pero no hubo compradores dispuestos a utilizar un diseño de cohete tan grande y potente, que no había sido probado antes y necesitaría muchos años de investigación, desarrollo y pruebas de vuelo para su correcto funcionamiento, y porque con el paso de los años, los nuevos satélites civiles, son más pequeños y livianos, por el menor tamaño de sus componentes electrónicos. 
Más tarde fue propuesto como alternativa al cohete Angara, pero debido a que se pretendía que el Angara fuese un proyecto completamente ruso, se desechó la posibilidad (los cohetes aceleradores que habría usado el Energía M eran de fabricación ucraniana).
Finalmente, con la caída de la Unión Soviética se suspendieron todos estos planes de construcción de nuevos cohetes grandes, potentes y con una sorprendente capacidad, de lanzar grandes cargas al espacio exterior en una órbita alta y se suspendieron los nuevos programas espaciales, para la construcción de una Estación Espacial en la órbita de la Luna y un vuelo tripulado a Marte, en donde estos grandes, potentes y pesados cohetes, habrían encontrado una misión que pueda justificar financiar su alto costo de desarrollo, años de pruebas y posterior construcción en serie.
Pero recientemente, la investigación espacial tiene nuevos planes para lanzar vehículos pesados a la Luna y el planeta Marte, en forma conjunta entre Estados Unidos, Rusia y Europa, que podrían financiar el desarrollo de estos modelos de cohetes pesados, que son los más potentes jamás fabricados porque el planeta Marte es el futuro de la exploración espacial tripulada y un programa de vuelos a Marte, sería el nuevo surgimiento del programa de cohetes Energía, que actualmente presenta la tecnología disponible para lanzar pesadas cargas al espacio y puede hacer realidad una misión tripulada a Marte.
Energía sería necesario para levantar cargas pesadas en la misión tripulada a Marte, es el único cohete con una fuerza de elevación de 100 toneladas de carga a una órbita alta y futuros proyectos derivados de su desarrollo inicial, podrían levantar una carga pesada de naves espaciales tripuladas de hasta 175 toneladas de carga útil en órbita, para la construcción de nuevas Estaciones Espaciales, una misión tripulada a la Luna, la construcción de una Estación Espacial en la órbita de la Luna, para preparar misiones tripuladas al planeta Marte en el futuro, un proyecto espacial de la desaparecida Unión Soviética, para continuar con el proyecto de la Mir (estación espacial), con naves de combustible líquido, y está diseñado para ser totalmente reutilizable, logrando hacer un viaje financieramente posible a Marte, porque el mayor costo de un programa espacial está en el lanzamiento de la carga al espacio, siendo la mejor opción para el envío de una misión tripulada a Marte por estar diseñado para transportar cargas pesadas.

## Datos del cohete Energía

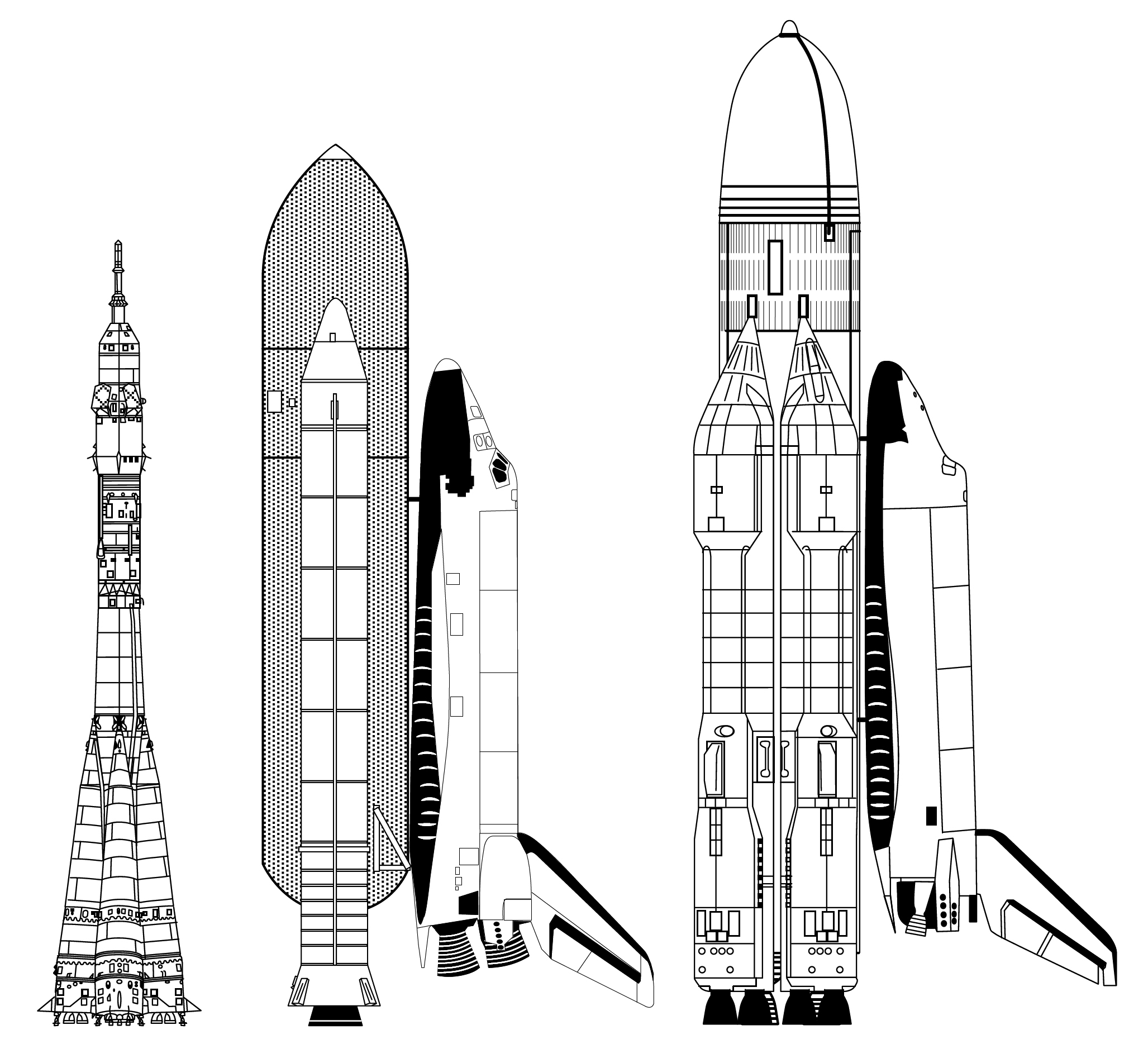
Perfil comparado —de izquierda a derecha- de una lanzadera Soyuz (R-7 11A511), el transbordador espacial estadounidense y el cohete Energía en su configuración para lanzamientos del Burán.

- Fue el primer cohete soviético en utilizar propulsores de oxígeno-hidrógeno líquido en lugar del keroseno quemado por los demás.
- El diámetro total supera los 20 metros.
- La etapa central tiene un diámetro de 7,750 metros.
- Los propulsores de las primeras fases provienen del SL-16.
- Mide algo más de 60 metros de alto.
- Puede colocar en una órbita baja una carga máxima de 100 toneladas.
- Puede colocar en una órbita alta más de 30 toneladas.
- Puede lanzar naves a la Luna y Marte de un solo impulso.
- Puede poner más de 20 toneladas a órbita geoestacionaria alta y 32 toneladas a trayectoria de misión lunar, de un solo impulso.
- Su primer lanzamiento se realizó el 15 de mayo de 1987 (estación Polyus).
- Su último lanzamiento se realizó el 15 de noviembre de 1988 (el del propio transbordador Burán), tan solo unos tres años y un mes antes de la caída o desintegración de la propia Unión Soviética.[4]